# Lilatönkű susulyka
A lilatönkű susulyka (Inocybe cincinnata) a susulykafélék családjába tartozó, erdőkben, parkokban termő, mérgező gombafaj. 

## Megjelenése

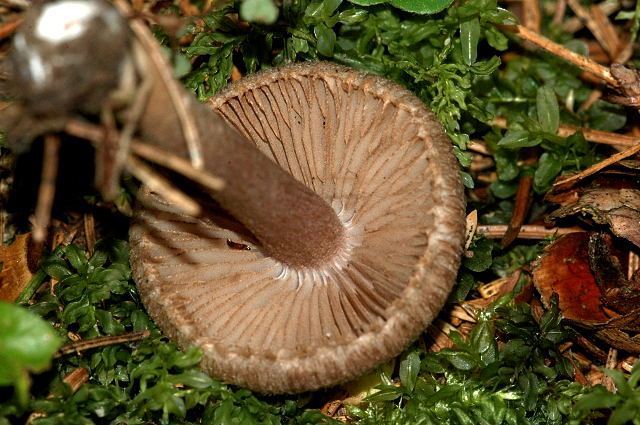

A lilatönkű susulyka apró gomba, kalapjának átmérője 0,8-2 (maximum 2,5) cm, alakja kezdetben harangszerű vagy félgömbös, közepén néha tompa púppal. Széle sokáig begöngyölt marad. Színe okker-, mogyoró- vagy sötétbarna, fiatalon rövid ideig lilásibolya árnyalat látható rajta. Felületén sugarasan elálló pikkelyek találhatók. Húsa barnás, a tönk közelében lilás-ibolyás. Szaga spermára emlékeztet, íze nem jellegzetes.
Sűrű, tönkhöz nőtt lemezei kezdetben halványibolyásak, majd piszkosbarnára sötétednek. Élük barnán pelyhes. Spórapora barna. Spórái 8-10 x 5,5-6 mikrométeresek, elliptikus vagy mandula alakúak, sima felszínűek.
Tönkje 1,5–5 cm magas, max. 0,5 cm vastag. Színe megegyezik a kalapéval, felső része fiatalon ibolyás árnyalatú, felülete lefelé szálas-pikkelyes.
Két változata ismert, a nagyobb termetű I. cincinnata var. major és az I. cincinnata var. cincinnata.

### Hasonló fajok
A szintén mérgező többi susulykafaj kisebb példányaival lehet összetéveszteni.

## Elterjedése és élőhelye
Magyarországon nem gyakori. Lomb- és fenyőerdőkben, parkokban található meg. A meszes talajt részesíti előnyben. Júliustól novemberig terem.
Mérgező, muszkarint tartalmaz.